# Rio Preto da Eva
Rio Preto da Eva é um município brasileiro localizado na Região Metropolitana de Manaus, no estado do Amazonas. Está situado a 50 km da capital amazonense via terrestre e 37 km em linha reta.

## História
A história do município de Rio Preto da Eva é fortemente ligada ao município de Manaus.
Sede de capitania em 1791, perdendo este título em 1799 e recuperando definitivamente em 1808, atual capital do Estado foi elevada a cidade em 1856, quando contava com cerca de 4.000 habitantes. Na última década do século passado e nas primeiras décadas do atual, a região conheceu notável surto de prosperidade, com a fase áurea da borracha. A urbanização da cidade ganhou características europeias, surgindo construções grandiosas, como o Teatro Amazonas, o Palácio da Justiça e outros prédios e lugares luxuosos.
Com o declínio econômico, a região passou a viver fase de prolongada recessão, invertendo-se a tendência a partir da criação da Zona Franca de Manaus e do Distrito Industrial. Como reflexo dessa fase de desenvolvimento, a área periférica da capital passou a ostentar maior envergadura econômica e social. Dando expressão política a essa realidade emergente, a Emenda Constitucional nº 12, de 10 de dezembro de 1981, desmembrou de Manaus a então colônia do Rio Preto da Eva, que com território adjacentes de Itacoatiara e Silves, veio a constituir o Município Autônomo de Rio Preto da Eva.
O município Rio Preto da Eva é um dos mais recentes municípios criados no estado do Amazonas, cuja instalação deu-se pela segunda vez em 1981. A maioria do povo de Rio Preto da Eva é da religião católica.
A Lei nº 1, de 12 de abril de 1961, eleva à categoria de município pela primeira vez, sob o Governo de Gilberto Mestrinho de Medeiros Raposo, com o nome de Eva, com sede do mesmo nome localizado em um sítio aquém do Rio Preto da Eva, às margens do rio Grande.
Com o advento da Emenda Constitucional nº 12, de 10 de dezembro de 1981, eleva à categoria de município, pela segunda vez, porém com o nome de Rio Preto da Eva, situado a altura do km 80 da rodovia Torquato Tapajós, também denominada como rodovia AM-010, ligando a capital à vizinha cidade de Itacoatiara.
O nome Rio Preto da Eva veio em conseqüência das águas pretas (ou escuras) do rio que banha a localidade (ou aquele município) desembocado no Paraná da Eva. O estabelecimento do município deve-se ao fato de ter sido implantado a colônia agrícola por imigrantes japoneses e alguns colonos brasileiros que se instalaram em fins de 1967, três anos após ter chegado a estrada do Rio Preto, possibilitando a tornar-se município, vindo a ocorrer em dezembro de 1981, conforme deliberação tomada pelo governador José Lindoso.

## Geografia
O município de Rio Preto da Eva está localizado no estado do Amazonas, na Mesorregião do Centro Amazonense, que engloba 31 municípios do estado distribuídos em seis microrregiões, sendo que a microrregião à qual o município pertence é a microrregião de mesmo nome que reúne dois municípios: Presidente Figueiredo e Rio Preto da Eva. Rio Preto da Eva está distante 79 km ao norte da capital do Amazonas. Seus municípios limítrofes são Presidente Figueiredo ao norte; Manaus ao sul e oeste e Itacoatiara e Itapiranga ao leste e nordeste.

## Esportes
O município é sede do Holanda Esporte Clube, um clube de futebol que atualmente participa da segunda divisão do campeonato amazonense. O clube participou da Série C do Campeonato Brasileiro de 2008 e da Copa do Brasil de 2009. Em Rio Preto da Eva também se pratica turismo de aventura com a Kayak Adventure. A descida do RIo Preto é feita com caiaques a partir da comunidade Jerusalém 13 km acima e outro roteiro é a descida do rio a partir da ponte da cidade até o parana da Eva. A Associação Jungle Bike Clube também leva os praticantes de Mountain Bike por uma trilha de 30km até a Cachoeira da Janaína localizada no km 91 da Am-010.

## Turismo
Em fevereiro acontece no município o carnaval "Eva me leva"; em 31 de março é comemorado o aniversário de Rio Preto da Eva; em 29 de junho ocorre a festa de São Pedro, padroeiro do município; e na 1ª quinzena de agosto é realizada a Feira da Laranja.

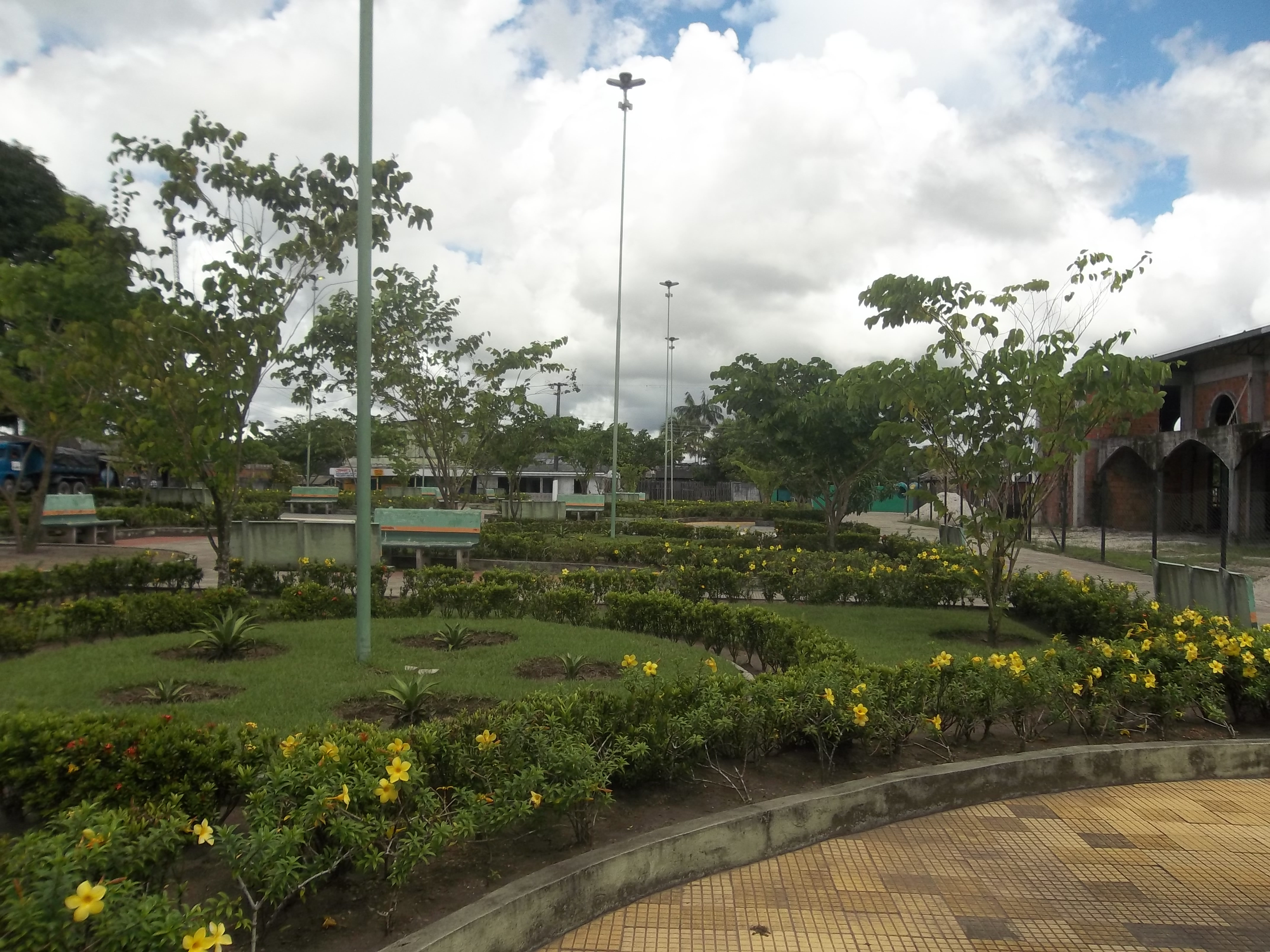
Praça em Rio Preto da Eva.
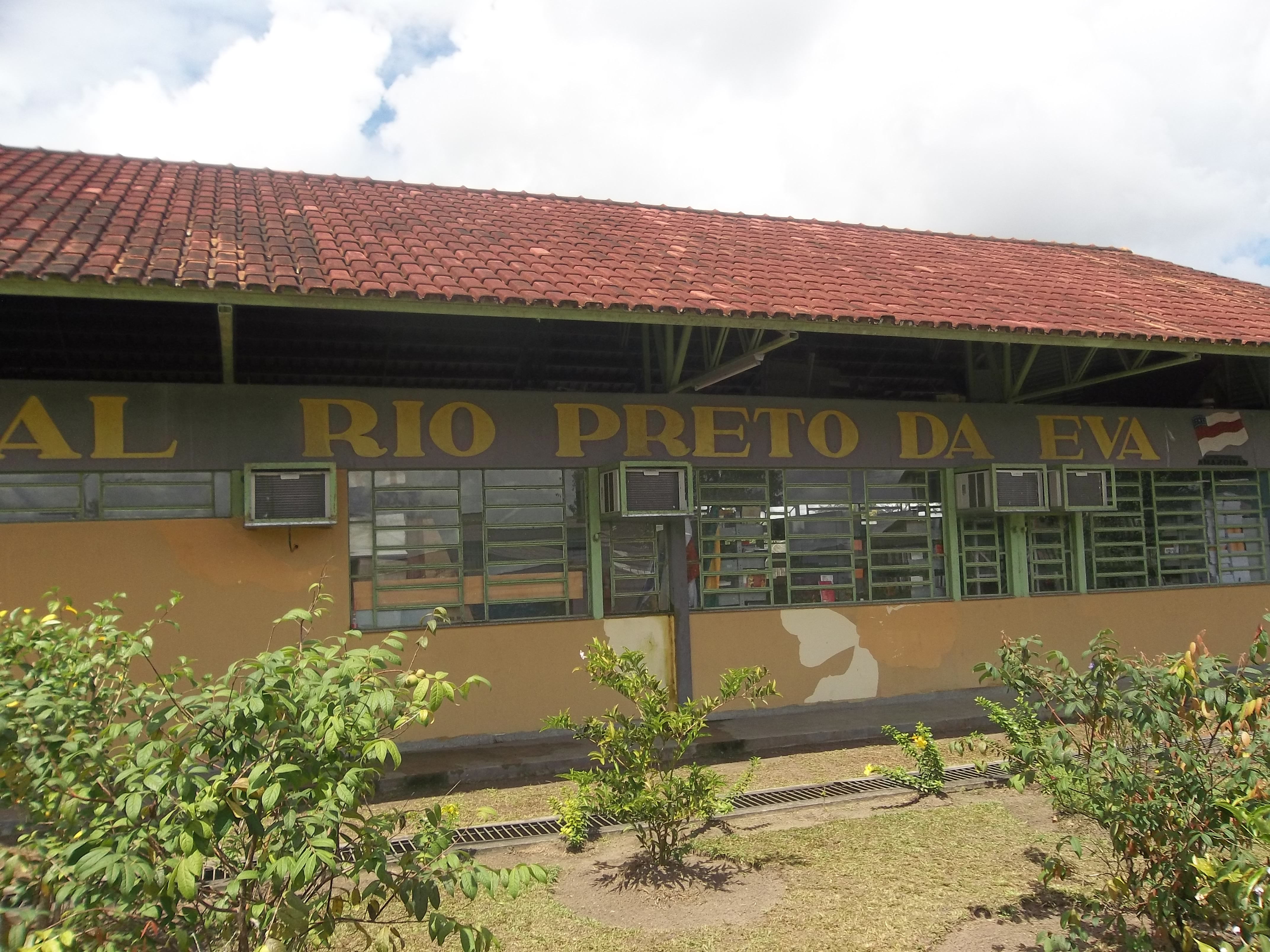
Escola pública na cidade.